# Менгісту Ворку
Менгісту Ворку (амх. መንግስቱ ወርቁ, 1940 — 16 грудня 2010, Аддис-Абеба) — ефіопський футболіст, що грав на позиції нападника за клуб «Сент-Джордж», а також національну збірну Ефіопії, у складі якої — володар Кубка африканських націй 1962 року. Вважається одним із найкращих ефіопських футболістів усіх часів.
По завершенні ігрової кар'єри — тренер.

## Клубна кар'єра
У дорослому футболі дебютував 1953 року виступами за команду «Сент-Джордж», кольори якої і захищав протягом усієї своєї кар'єри гравця, що тривала вісімнадцять років, попри інтерес з боку європейських, зокрема італійських і французьких команд.

## Виступи за збірну
1958 року дебютував в офіційних матчах у складі національної збірної Ефіопії, яка на тому етапі розвитку футболу в Африці належала до континентальних лідерів у цьому виді спорту. Наступного року здобув у складі національної команди бронзові нагороди тогорічного Кубка африканських націй, що проходив в Єгипті.
Наступний розіграш Кубка африканських націй проходив 1962 року в Ефіопії і складався із півфіналів і фіналу. На першому етапі Ворку став автором останнього гола у грі проти збірної Тунісу, встановивши її остаточний рахунок (4:2 на користь його команди). А у фіналі відзначився «дублем» у ворота збірної Об'єднаної Арабської Республіки, перемога над якою з аналогічним рахунком 4:2 принесла Ефіопії перший і наразі останній в історії титул найсильнішої збірної Африки. Сам же Ворку із трьома забитими голами розділив звання найкращого бомбардира турніру.
З розвитком процесу деколонізації і появою на політичній мапі Африки десятків країн, конкуренція у континентальному футболі поступово зростала, і до кінця 1960-х ефіопська команда хоча й була регулярним учасником Кубків Африки, але призових місць вже не здобувала. Ворку став учасником континентальних першостей 1963, 1965, 1968 і 1970 років, на яких його команда не підіймалася вище четвертого місця. В рамках Кубків Африки відзначився десятьма голами, що є одним з найкращих показників в історії турніру.
Загалом протягом кар'єри у національній команді, яка тривала 13 років, провів у її формі 98 матчів і забив 61 гол.

## Кар'єра тренера
Розпочав тренерську кар'єру, очоливши тренерський штаб рідного клубу «Сент-Джордж».
Протягом 1982—1987 років був головним тренером національної збірної Ефіопії. Під його керівництвом команда брала участь у Кубку африканських націй 1982, де, утім, посіла останнє місце у своїй групі. 1987 року привів Ефіопію до першої у її історії перемоги у розіграші Кубка КЕСАФА.
Протягом останніх десяти років життя мав проблеми зі здоров'ям, проходив курси лікування за кордоном, помер 16 грудня 2010 року у віці 70- років в Аддис-Абебі.

## Титули і досягнення
- Володар Кубка африканських націй (1):

Ефіопія: 1962
- Бронзовий призер Кубка африканських націй: 1959
- Найкращий бомбардир Кубка африканських націй (1):

1962 (3 голи)